# Haulover Creek
Haulover Creek är ett vattendrag i Belize.   Det ligger i distriktet Belize, i den östra delen av landet, 70 km öster om huvudstaden Belmopan.